# جوبان (الرجم)

تعديل مصدري - تعديل

جوبان هي إحدى قرى عزلة بني اسعد بمديرية الرجم التابعة لمحافظة المحويت، بلغ تعداد سكانها 259 نسمة حسب تعداد اليمن لعام 2004.